# Elmas
Elmas històricament en català El Mas (en sard, Su Masu) és un municipi italià, situat a la regió de Sardenya i a la Ciutat metropolitana de Càller. L'any 2010 tenia 9.112 habitants. Es troba a la regió de Campidano di Cagliari. Limita amb els municipis d'Assemini, Càller i Sestu.

## Administració
| Període | Identitat       | Partit         |
| ------- | --------------- | -------------- |
| 2006-   | Valter Piscedda | Centreesquerra |